# Pere Ordines
Pere Ordines (Alaró, s. XVI-XVII) fou un escriptor mallorquí. Cap a 1593, essent estudiant, va recollir algunes cançons populars, directament relacionades amb les modernes gloses, així mateix compongué alguns poemes de temàtica amorosa. La seva obra és de gran interès pel coneixement de la poesia popular mallorquina.